# Klášter Saint-Laurent
Klášter Saint-Laurent (francouzsky Enclos Saint-Laurent) byl klášter v Paříži, který podléhal klášteru Saint-Lazare. Rozkládal se mezi dnešními ulicemi Rue Saint-Laurent, Rue du Faubourg-Saint-Denis, Rue du Faubourg-Saint-Martin a mezi kostelem svatého Vavřince a Východním nádražím v 10. obvodu.

## Historie
Ve 12. století francouzský král Filip II. August povolil zřízení leproserie Saint-Lazare a poblíž Saint-Laurent povolil jarmark. V roce 1661 správu jarmarku převzali lazaristé. Trh fungoval tři měsíce v roce od července do září a získal název Saint-Laurent.
Saint-Laurent byl zrušen během Velké francouzské revoluce. Pozemky zůstaly nevyužity až do roku 1826, kdy na nich byly vytyčeny nové ulice, dnešní Rue du 8-May-1945 a Rue du Marché-Saint-Laurent. V roce 1835 zde byla vybudována tržnice Saint-Laurent. Ve 40. letech 19. století začala stavba Východního nádraží a byl proražen Boulevard de Strasbourg, čímž zmizely po klášteru Saint-Laurent všechny stopy.